# Heinrich Hoerle
Heinrich Hoerle, né à Cologne le 1er septembre 1895 et mort à Cologne le 7 juin 1936 , est un peintre constructiviste allemand.

## Biographie
Il fonde à Cologne, avec Franz Wilhelm Seiwert, Otto Freundlich et quelques autres le groupe des artistes progressistes (de) et fréquente la communauté de Kaltall.
Il fait partie des nombreux artistes étant considérés par les Nazis comme pratiquant un art dégénéré.

## Galerie

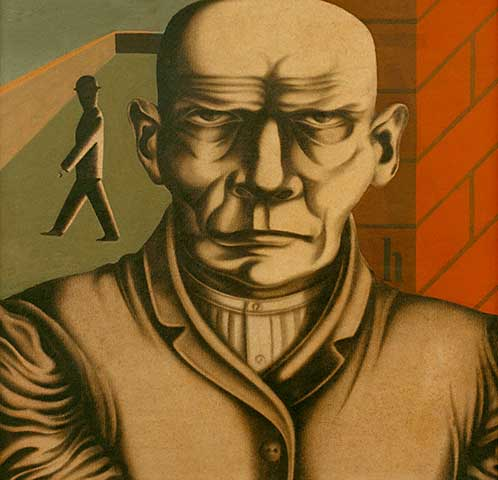
Der Arbeiter, 1922/23
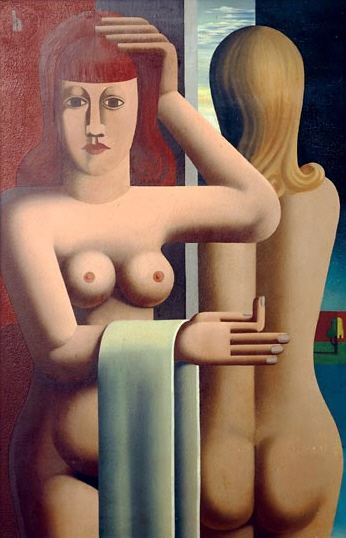
Zwei Frauen, 1930

## Monographie
- Hans Schmitt-Rost, Heinrich Hoerle, Verlag Aurel Bongers, 1965
- Pierre Guénégan, préface de Susan L. Ball, Le Purisme & son influence internationale - annuaire de 50 artistes    emblématiques, 335 pages illustrées, Editions Lanwell & Leeds Ltd, St Alban, Hertfordshire, England, 2019,  (ISBN 978-2-9700494-8-7)